# Tamer Salah
Tamer Salah (3 febbraio 1986) è un calciatore palestinese, difensore dell'Hilal Al-Quds e della Nazionale palestinese.

## Carriera

### Nazionale
Ha esordito in nazionale nel 2014.